# Chalcosyrphus dimidiata
Chalcosyrphus dimidiata är en tvåvingeart som först beskrevs av Enrico Adelelmo Brunetti 1923.  Chalcosyrphus dimidiata ingår i släktet mulmblomflugor, och familjen blomflugor. Inga underarter finns listade i Catalogue of Life.